# Premier ministre des Bermudes
Le Premier ministre des Bermudes (en anglais : Premier of Bermuda) est le chef de l’exécutif des Bermudes.
Cette fonction existe depuis 1968 et la mise en place d'une forme d'autonomie dans ce territoire britannique d'outre-mer. Il est choisi parmi les députés du parti majoritaire au Parlement des Bermudes. De 1968 à 1973, il porte le titre de Government Leader.

## Liste des titulaires

### Chefs du gouvernement (1968-1973)
| No | Portrait        | Titulaire (Naissance-mort)  | Élection | Mandat           | Mandat           | Mandat                    | Parti politique | Parti politique |
| No | Portrait        | Titulaire (Naissance-mort)  | Élection | Début            | Fin              | Durée                     | Parti politique | Parti politique |
| -- | --------------- | --------------------------- | -------- | ---------------- | ---------------- | ------------------------- | --------------- | --------------- |
| 1  | Henry Tucker    | Henry Tucker (1903-1986)    | 1968     | 10 juin 1968     | 29 décembre 1971 | 3 ans, 6 mois et 19 jours |                 | UBP             |
| 2  | Edward Richards | Edward Richards (1908-1991) | 1972     | 29 décembre 1971 | 18 avril 1973    | 1 an, 3 mois et 20 jours  |                 | UBP             |

### Premiers ministres (depuis 1973)
| No | Portrait        | Titulaire (Naissance-mort)   | Élection            | Mandat           | Mandat           | Mandat                     | Parti politique | Parti politique |
| No | Portrait        | Titulaire (Naissance-mort)   | Élection            | Début            | Fin              | Durée                      | Parti politique | Parti politique |
| -- | --------------- | ---------------------------- | ------------------- | ---------------- | ---------------- | -------------------------- | --------------- | --------------- |
| 1  | Edward Richards | Edward Richards (1908-1991)  | —                   | 18 avril 1973    | 29 décembre 1975 | 2 ans, 8 mois et 11 jours  |                 | UBP             |
| 2  | John Sharpe     | John Sharpe (1921-1999)      | 1976                | 29 décembre 1975 | 30 août 1977     | 1 an, 8 mois et 1 jour     |                 | UBP             |
| 3  | David Gibbons   | David Gibbons (1926-2014)    | 1980                | 30 août 1977     | 15 janvier 1982  | 4 ans, 4 mois et 16 jours  |                 | UBP             |
| 4  | John Swan       | John Swan (né en 1935)       | 1983 1985 1989 1993 | 15 janvier 1982  | 25 août 1995     | 13 ans, 7 mois et 10 jours |                 | UBP             |
| 5  | David Saul      | David Saul (1939-2017)       | —                   | 25 août 1995     | 27 mars 1997     | 1 an, 7 mois et 2 jours    |                 | UBP             |
| 6  | Pamela Gordon   | Pamela Gordon (née en 1935)  | —                   | 27 mars 1997     | 10 novembre 1998 | 1 an, 7 mois et 14 jours   |                 | UBP             |
| 7  | Jennifer Smith  | Jennifer Smith (née en 1947) | 1998                | 10 novembre 1998 | 24 juillet 2003  | 4 ans, 8 mois et 14 jours  |                 | PLP             |
| 8  | Alex Scott      | Alex Scott (né en 1940)      | 2003                | 24 juillet 2003  | 30 octobre 2006  | 3 ans, 3 mois et 6 jours   |                 | PLP             |
| 9  | Ewart Brown     | Ewart Brown (né en 1946)     | 2007                | 30 octobre 2006  | 29 octobre 2010  | 3 ans, 11 mois et 29 jours |                 | PLP             |
| 10 | Paula Cox       | Paula Cox (né en 1964)       | —                   | 29 octobre 2010  | 18 décembre 2012 | 2 ans, 1 mois et 19 jours  |                 | PLP             |
| 11 | Craig Cannonier | Craig Cannonier (né en 1963) | 2012                | 18 décembre 2012 | 19 mai 2014      | 1 an, 5 mois et 1 jour     |                 | OBA             |
| 12 | Michael Dunkley | Michael Dunkley (né en 1957) | —                   | 19 mai 2014      | 19 juillet 2017  | 3 ans et 2 mois            |                 | OBA             |
| 13 | David Burt      | David Burt (né en 1978)      | 2017 2020 2025      | 19 juillet 2017  | en cours         | 7 ans, 7 mois et 11 jours  |                 | PLP             |